# Bouvine
La bouvine, ou bouvino en provençal, désigne l'ensemble des traditions du milieu taurin autour du taureau camargue avec l'aire géographique d'extension de son élevage et des jeux qui l'entourent (course camarguaise), s'exprimant par tout ce qui se rapporte au monde des Biòu.

## Description
Localisé dans les départements des Bouches-du-Rhône, du Vaucluse, le Sud du Gard et l'Est de l'Hérault, la bouvine est pratiquée essentiellement dans la région naturelle de la Camargue et de la Petite Camargue.
Le personnel identifiant la bouvine est composé de raseteurs, de tourneurs, du manadier et gardian, des musiciens et du tambourinaïre.